# Westward Ho Hotel and Casino
Westward Ho Hotel and Casino – w przeszłości stanowił hotel i kasyno, położony przy bulwarze Las Vegas Strip w Winchester, w stanie Nevada.

## Historia
Westward Ho wybudowany został przez trzech inwestorów: Deana Petersona, Faye'a Johnsona i Murraya Petersena. Przez 40 lat jego menedżerem pozostawał Hans Dorweiller. Obiekt został oficjalnie otwarty w 1963 roku, a 17 listopada 2005 roku zakończył działalność. Określany mianem „najbardziej przyjaznego kasyna w Vegas”. Westward Ho funkcjonował przez 42 lata.
W styczniu 2005 roku otwarte zostało The Ho – kasyno położone przy 2920 South Industrial Road, które wchodziło w skład kompleksu Westward Ho Hotel and Casino. The Ho powstało przede wszystkim z myślą o kierowcach, którzy korzystali z drogi stanowej I-15. W jego skład, oprócz sali gier, wchodziła stacja benzynowa oraz sklep. 25 listopada, 8 dni po tym, jak Westward zakończył działalność, również The Ho został zamknięty.
W październiku 2006 roku Westward Ho Hotel and Casino został wykupiony przez korporację Harrah’s Entertainment, która jednak szybko dokonała wymiany; Westward Ho stał się własnością Boyd Gaming, podczas gdy Harrah’s weszła w posiadanie kasyna Barbary Coast Casino.
Korporacja Boyd Gaming działała z myślą o budowie megakompleksu Echelon Place, który miał powstać w miejscu dawnego Stardust. Jednakże plany te zakłócał fakt, iż część terenu, na którym miał być wybudowany Echelon, zajmowana jest przez bar sieci McDonald’s. Dlatego też zarząd Boyd doszedł do porozumienia z właścicielem restauracji – istniejący McDonald’s został zamknięty, zaś nowy otwarto w miejscu Westward Ho, gdzie działa do dziś.

## Atrakcje
- zestaw hotdog+piwo za 99 centów
- kasyno o powierzchni 5.200 m²
- 744 pokoi
- trzy zewnętrzne baseny
- showroom o 700 miejscach
- wolny wstęp do wszystkich miejsc w obiekcie dla gości
- The Megadog: hotdog 0,3 kg za 1,49 dolara
- 800 ml Margarity za 99 centów

Lustrzana fasada i pozłacane parasole Westward były popularnym symbolem północnej sekcji Las Vegas Strip. W 1983 roku zainstalowano wolnostojące pozłacane parasole o wysokości 23 metrów, które były jak na owe czasy rewolucyjnymi projektami.
Wewnątrz kasyna przeważały kolory brązowe i zielenie. Ponadto w lobby znajdowała się „szampanowa fontanna”, która przelewała wodę z piramidy butelek szampana.
Podczas gdy większość kasyn przy Strip ustawiała minimum wejścia do gry na poziomach 5, 10 lub 25 dolarów, w The Ho wynosiło ono najczęściej zaledwie 3 dolary. Z tego powodu obiekt popularny był wśród mniej zasobnych graczy, a także lokalnych mieszkańców, którzy kasyna odwiedzali okazjonalnie.